# Родниковое (село, Севастополь)
Роднико́вое (до 1945 года Скеля; укр. Родниківське, крымскотат. Skele, Скеле) — село в Балаклавском районе города федерального значения Севастополя, входит в Орлиновский муниципальный округ (согласно административно-территориальному делению Украины — Орлиновского сельсовета Севастопольского горсовета).

## География

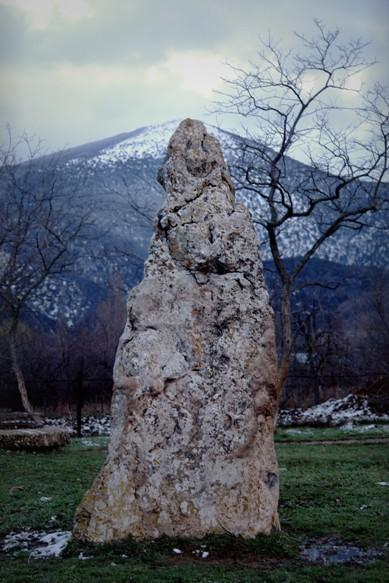
Скельские менгиры, Родниковское, центральный камень

Село расположено в восточной части Байдарской долины, у подножия Главной гряды Крымских гор, на левом берегу, у истока, реки Чёрная. Через село проходит региональная автодорога 67Н-4 Орлиное — Колхозное (по украинской классификации — Т-2711), высота центра села над уровнем моря 269 м, соседние сёла: Подгорное в 2,7 км западнее и Россошанка — в 1,3 км на север. У села находится памятник археологии эпохи медного века/'энеолита Скельские менгиры, недалеко — находится памятник природы Скельская сталактитовая пещера.

## Население
| 2001 | 2011 | 2014 |
| ---- | ---- | ---- |
| 515  | ↗667 | ↘517 |

Численность населения по данным переписи населения по состоянию на 14 октября 2014 года составила 517 человек, по данным сельсовета на 2012 год — 495 человек.
Динамика численности
| - 1805 год — 77 чел. - 1864 год — 17 чел. - 1889 год — 116 чел. - 1892 год — 24 чел. - 1902 год — 63 чел. - 1915 год — 90/81 чел. - 1925 год — 495 чел. - 1926 год — 477 чел. - 1939 год — 443 чел. - 1944 год — 508 чел. | - 1953 год — 217 чел. - 1954 год — 310 чел. - 1989 год — 723 чел. - 1998 год — 667 чел. - 2001 год — 515 чел. - 2009 год — 498 чел. - 2011 год — 667 чел. - 2012 год — 495 чел. - 2014 год — 517 чел. |

## Современное состояние
Площадь села — 0,74 км², в Родниковом действуют клуб-филиал «Орлиновского центра культуры и досуга», отделение почты, село связано автобусным сообщением с Севастополем и соседними населёнными пунктами.

## История
Менгиры в селе Родниковское — исторический памятник медного века/энеолита, впервые были обследованы в 1907 году археологом Репниковым, в 1978 году их изучал Аскольд Щепинский, определивший, что мегалиты были установлены 4—5 тысяч лет назад.

Школа в Родниковском, здание конца 18 века, находилась в одном из имений Мордвинова (разрушена)

По выводам историка Веймарна, скифо-сарматское поселение на месте Родниковского существовало уже в V веке (керамический материал относится к позднеантичному времени — III—IV век). Судя по всему, в X веке жизнь на поселении замерла, вновь возродившись, судя по отдельным находкам, к XIV веку, что могло быть связано с генуэзской колонизацией южного берега и созданием капитанства Готия. К тому же периоду, видимо, восходит и итальянское название селения «лестница», как ассоциация с перевалом Шайтан-Мердвен, хотя входила Скеля в состав княжества Дори — Феодоро (по мнению других историков — могло входить в состав Чембальского консульства Капитанства Готия). К этому времени относятся и развалины церкви, построенной у истока Чёрной речки. После захвата княжества в 1475 году Османами селение включили в состав Мангупского кадылыка санджака Кефе (до 1558 года, в 1558—1774 годах — эялета). Упоминается деревня в материалах переписей Кефинского санджака 1520 года, как селение Таш-Искеле, относящееся к Инкирману, с чисто христианским населением — 25 семей, из которых 3 потеряли мужчину-кормильца. К 1542 году деревню переподчинили Мангупу, в Таш-Искеле поселилась 1 мусульманская семья и было ещё 2-е неженатых мусульман, немусульман — 19 семей (из которых 1 — потерявшая мужчину-кормильца) и 7 взрослых холостых мужчин. С XVII века в этих краях начинает распространяться ислам и уже в Джизйе дефтера Лива-и Кефе (Османских налоговых ведомостях) 1652 года, где перечислены христиане-налогоплательщики Кефинского эялета, селение не значится. Документальное упоминание селения встречается в «Османском реестре земельных владений Южного Крыма 1680-х годов», согласно которому в 1686 году (1097 год хиджры) Искеле входил в Мангупский кадылык эялета Кефе. Всего упомянут 81 землевладелец, все мусульмане, владевших 2484,5 дёнюмами земли. Жители Скеле, согласно ярлыку Селим Гирея от 1765 года, за право безвозмездного пользования лесом и пастбищами во владениях султана, должны были поддерживать в порядке перевал Шайтан-Мердвень. После обретения ханством независимости по Кючук-Кайнарджийскому мирному договору 1774 года «повелительным актом» Шагин-Гирея 1775 года селение было включено в Крымское ханство в состав Бакчи-сарайского каймаканства Мангупскаго кадылыка, что зафиксировано и в Камеральном Описании Крыма… 1784 года

После присоединения Крыма к России (8) 19 апреля 1783 года, (8) 19 февраля 1784 года, именным указом Екатерины II сенату, на территории бывшего Крымского Ханства была образована Таврическая область и деревня была приписана к Симферопольскому уезду. Во время путешествия императрицы в Крым в июне 1787 года в деревне побывал граф де Лудольф из Неаполитанского королевства и оставил краткое описание:
… к наступлению ночи я приехал в Искели, маленькое селеньице, состоящее из нескольких маленьких хижинок. Здесь останавливалась обедать императрица во время своей поездки в Бахчисарай. Это крюк более, чем в 50 верст, но имение это принадлежит князю Потемкину и надобно было заехать сюда на час времени, чтоб оказать ему любезность. Для сего случая здесь построили хорошенький одноэтажный дом….
 Перед Русско-турецкой войной 1787—1791 годов производилось выселение крымских татар из прибрежных селений во внутренние районы полуострова, в ходе которого в Скелю было переселено 70 человек. В конце войны, 14 августа 1791 года всем было разрешено вернуться на место прежнего жительства. После Павловских реформ, с 1796 по 1802 год, входила в Акмечетский уезд Новороссийской губернии. По новому административному делению, после создания 8 (20) октября 1802 года Таврической губернии, Скеля была включена в состав Махульдурской волости Симферопольского уезда.
По Ведомости о всех селениях в Симферопольском уезде состоящих с показанием в которой волости сколько числом дворов и душ… от 9 октября 1805 года, в деревне Скели числилось 17 дворов, 72 жителя крымских татар и 5 крымских цыган. На военно-топографической карте генерал-майора Мухина 1817 года деревня Скеля обозначена с 20 дворами. После реформы волостного деления 1829 года Скелю, согласно «Ведомости о казённых волостях Таврической губернии 1829 года», отнесли к Байдарской волости.
Именным указом Николая I от 23 марта (по старому стилю) 1838 года, 15 апреля был образован новый Ялтинский уезд и деревню передали в состав Байдарской волости Ялтинского уезда. На карте 1842 года Скеля обозначена с 70 дворами.
В 1860-х годах, после земской реформы Александра II, деревня осталась в составе преобразованной Байдарской волости. Согласно «Списку населённых мест Таврической губернии по сведениям 1864 года», составленному по результатам VIII ревизии 1864 года, Скеле — казённая русская деревня с 3 дворами, 17 жителями и мечетью при реке Чёрной. На трёхверстовой карте Шуберта 1865—1876 года в деревне Скеля обозначено 6 дворов. По «Памятной книге Таврической губернии 1889 года», по результатам Х ревизии 1887 года, в деревне Скеля числилось 24 двора и 116 жителей. На верстовой карте 1889—1890 года в деревне Скеля обозначено 22 двора с русско-греческим населением.
После земской реформы 1890 года деревня осталась в составе преобразованной Байдарской волости. По «Памятной книге Таврической губернии 1892 года», в деревне Скеля, входившей в Саватское сельское общество, числилось 24 жителя в 4 домохозяйствах, землёй не владевших. В «Ведомостях о татарских мектебе и медресе, находящихся в Ялтинском уезде», за 1892 год упоминается мектебе деревни Скеля. По «…Памятной книжке Таврической губернии на 1902 год» в деревне Скеля, входившей в Саватское сельское общество, числилось 63 жителя в 10 домохозяйствах. В путеводителе Григория Москвича 1911 года Скели описана, как зажиточная татарская деревня. В деревне действовали земская школа, церковь и мечеть. По Статистическому справочнику Таврической губернии. Ч.II-я. Статистический очерк, выпуск восьмой Ялтинский уезд, 1915 год, в деревне Скеля Байдарской волости Ялтинского уезда, числилось 62 двора (58 дворов с землёй, 4 — безземельные) со смешанным населением в количестве 90 человек приписных жителей и 81 — «посторонних», из которых 82 мужчины и 89 женщин. Жители владели 320 десятинами земли. В хозяйствах имелось 31 лошадь, 29 волов, 46 коров и 79 голов овец, свиней, или коз и приписанные к нему имение П. Е. Кулакова, посёлок отрубников на казённой земле, вакуфный участок и 9 хуторов.
После установления в Крыму Советской власти, по постановлению Крымревкома от 8 января 1921 года, была упразднена волостная система и село вошло в состав Севастопольского уезда. 21 января 1921 года на территории Севастопольского уезда был создан Балаклавский район По одним сведениям, Байдарский район существовал уже с декабря 1921 года, в который включили Скелю. По другим источникам — район был образован постановлением Крымского ЦИК и СНК 4 апреля 1922 года (во втором случае, дата почти совпадает с перенесением райцентра в Байдары — на сайте Севастопольского горсовета это 6 мая того же года). В 1922 году уезды получили название округов. 11 октября 1923 года, согласно постановлению ВЦИК, в административное деление Крымской АССР были внесены изменения, в результате которых был создан Севастопольский район и село включили в его состав. 10 сентября 1925 года, решением собрания граждан сельсовета, был разукрупнён Байдарский сельсовет и создан Скельский; население села составило 495 человек. Согласно Списку населённых пунктов Крымской АССР по Всесоюзной переписи 17 декабря 1926 года, в селе Скеля, центре Скельского сельсовета Севастопольского района, числилось 110 дворов, из них 92 крестьянских, население составляло 477 человек, из них 208 греков, 187 татар, 64 русских, 14 украинцев, 2 немца, 1 болгарин, 1 записан в графе «прочие», действовала русско-татарская школа I ступени (пятилетка). На основании постановления Крымского ЦИКа от 15 сентября 1930 года был вновь создан Балаклавский район, теперь как татарский национальный и Скелю включили в его состав. По данным всесоюзной переписи населения 1939 года в селе проживало 443 человека.

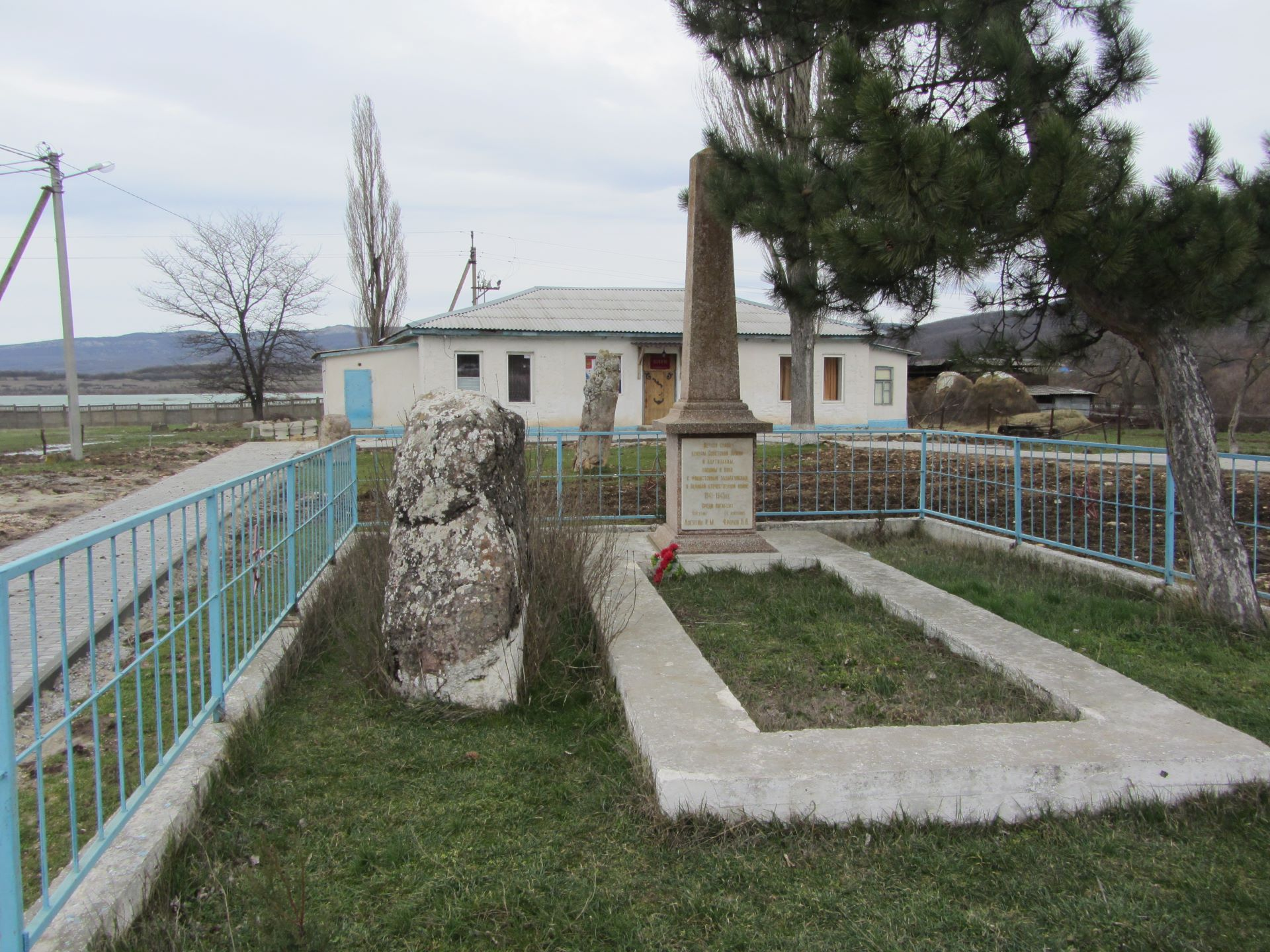
Братская могила воинов и партизан Великой Отечественной войны и Южный камень Скельских менгиров

В 1944 году, после освобождения Крыма от фашистов, согласно Постановлению ГКО № 5859 от 11 мая 1944 года, 18 мая крымские татары были депортированы в Среднюю Азию, а, 27 июня того же года, по Постановлению ГКО № 5984сс от 2 июня 1944 года, крымские греки также были депортированы в Пермскую область и Среднюю Азию. На май того года в селе учтено 508 жителей (128 семей), из них 283 человека крымских татар, 65 русских, 46 украинцев и 108 греков; было принято на учёт 56 домов спецпереселенцев — были выселены жители 44 домов. По другим данным из Скели (колхоз «III Интернационала») — выселено 88 семей, осталось 29 семей. 12 августа 1944 года было принято постановление № ГОКО-6372с «О переселении колхозников в районы Крыма», по которому из Воронежской области РСФСР в Балаклавский район планировалось переселить 6000 колхозников — конкретно в село 83 семьи и в сентябре 1944 года в район уже прибыли 8470 человек (с 1950 года в район стали приезжать колхозники из Сумской области УССР). Указом Президиума Верховного Совета РСФСР от 21 августа 1945 года Скеля была переименована в Родниковское и Скельский сельсовет — в Родниковский. С 25 июня 1946 года Родниковское в составе Крымской области РСФСР. По состоянию на 1 января 1953 года в селе было 58 хозяйств колхозников (202 человека) и 6 хозяйств рабочих и служащих (15 человек). В 1954 году в Родниковском числилось 83 хозяйства и 310 житель. 26 апреля 1954 года Севастополь, в составе Крымской области, был передан из состава РСФСР в состав УССР.
24 апреля 1957 года был упразднён Балаклавский район и сельсовет передан в состав Куйбышевского района Крымской области. Указом Президиума Верховного Совета УССР «Об укрупнении сельских районов Крымской области», от 30 декабря 1962 года Куйбышевский район упразднили и село передали в Бахчисарайский район. 1 января 1965 года, указом Президиума ВС УССР «О внесении изменений в административное районирование УССР — по Крымской области», Родниковское вновь передано из Бахчисарайского района в подчинение Балаклавскому. На 1968 год Родниковское подчинили Орлиновскому сельсовету. По данным переписи 1989 года в селе проживало 723 человека. С 21 марта 2014 года в составе Севастополя аннексировано Россией.